# Inner-Nordsjösjön
Inner-Nordsjösjön är en sjö i Örnsköldsviks kommun i Ångermanland och ingår i Moälvens huvudavrinningsområde. Sjön har en area på 0,136 kvadratkilometer och ligger 192,1 meter över havet. Sjön avvattnas av vattendraget Långbäcken.

## Delavrinningsområde
Inner-Nordsjösjön ingår i det delavrinningsområde (706236-161670) som SMHI kallar för Inloppet i Inner-Nordsjösjön. Medelhöjden är 282 meter över havet och ytan är 9,19 kvadratkilometer. Det finns inga avrinningsområden uppströms utan avrinningsområdet är högsta punkten. Långbäcken som avvattnar avrinningsområdet har biflödesordning 3, vilket innebär att vattnet flödar genom totalt 3 vattendrag innan det når havet efter 59 kilometer. Avrinningsområdet består mestadels av skog (87 procent). Avrinningsområdet har 0,14 kvadratkilometer vattenytor vilket ger det en sjöprocent på 1,5 procent.